# Lucía Caram
Lucía Caram Padilla (Tucumán, Argentina, 21 d'octubre de 1966) és una monja dominica contemplativa i activista cristiana que fomenta la solidaritat i justícia social i lluita contra la pobresa i l'exclusió social. Viu a Manresa.
A Manresa ha estat promotora de diverses entitats. Ha iniciat la Fundació del Convent de Santa Clara, anteriorment anomenada Fundació Rosa Oriol. Aquesta entitat ajuda 1.300 famílies desfavorides a Manresa. Entre d'altres, ha impulsat l'espai "Els horts comunitaris" per families que treballen per elles i que treballen una part per lliurar-la al Banc dels Aliments.
També ha fomentat la creació el Grup de Diàleg Interreligiós, el Projecte Mosaic de salut mental i un alberg, entre altres entitats.
Participa activament als mitjans de comunicació d'àmbit català i espanyol a través, per exemple, del programa Punt de trobada de Ràdio 4 o El suplement de Catalunya Ràdio. Ha publicat l'autobiografia Mi claustro es el mundo. Va rebre el Premi Català de l'Any 2014.
El 2018 va rebre la Creu de Sant Jordi "pel seu compromís amb les persones més desfavorides com a promotora de la Plataforma Ciutadana de Solidaritat, creada al Convent de Santa Clara de Manresa, i la seva vinculació a la Fundació del Convent de Santa Clara".
Ha impulsat el 'Programa Invulnerables' de lluita contra la pobresa infantil.

## Obres publicades
- Santa Catalina de Siena: el coraje en la Iglesia.  Burgos: Monte Carmelo, 1997.
- Saludablemente bien: la homeopatía y la humanización de la medicina.  Madrid: Edibesa, 1999.
- Celebramos la vida: "contemplando y predicando" 1206-2006.  Bilbao: Desclée de Brouwer, 2008. ISBN 9788433022158.
- Mi claustro es el mundo.  Barcelona: Plataforma, 2012. ISBN 9788415115632.
- Estimar la vida i compartir-la: sobre la felicitat i el compromís.  Barcelona: Ara Llibres, 2014. ISBN 9788416154104.
- A Dios rogando.  Barcelona: Plataforma, 2012. ISBN 9788415880820.
- Sor Lucía se confiesa.  Barcelona: Plataforma, 2015. ISBN 9788416256785.